# バンデッド・ソンディ
バンデッド・ソンディ（Bhandit Thongdee,บัณฑิตทองดี,1971年3月1日 - ）は、タイの映画監督、脚本家。

## 作品
- マーキュリーマン